# Gestalgar (kommun)
Gestalgar är en kommun i Spanien.   Den ligger i provinsen Província de València och regionen Valencia, i den östra delen av landet, 260 km öster om huvudstaden Madrid. Antalet invånare är 737. Arean är 70 kvadratkilometer. Gestalgar gränsar till Siete Aguas, Chiva, Chera och Cheste. 
Terrängen i Gestalgar är kuperad.